# Oak Grove, Quận Dodge, Wisconsin
Oak Grove là một thị trấn thuộc quận Dodge, tiểu bang Wisconsin, Hoa Kỳ. Năm 2010, dân số của thị trấn này là 1.053 người.